# Римски каструм в Джилъу
Римският каструм в Джилъу (на румънски: Castrul roman de la Gilău) е древноримски каструм в Румъния.
Намира се при село Джилъу (на 6 км западно от Клуж-Напока). Той е сред първите по рода си на територията на Трансилвания, построен е по време на управлението на император Траян.